# بازیگر بزرگ (فیلم)
بازیگر بزرگ (به تامیلی: Mahanati) فیلمی محصول سال ۲۰۱۸ و به کارگردانی ناگ آشوین است. در این فیلم بازیگرانی همچون کرتی سورش، دولکوئر سلمان، سامانتا روت پرابو، ویجی دوراکوندا، راجندرا پراساد، بهانوپریا، شالینی پاندی و پراکاش راج ایفای نقش کرده‌اند.